# إدارة التشييد
إدارة التشييد أو إدارة مشروعات التشييد (CPM) هو التخطيط الشامل، والتنسيق، والسيطرة على المشروع من البداية حتى النهاية. ويهدف إلى تلبية متطلبات العميل من أجل إنتاج مشروعاً وظيفياً وقابلاً للاستمرار مالياً.
إدارة مشروعات التشييد هي إدارة مشروع ينطبق على قائمة قطاع البناء والتشييد 
عادةً يتحمل مدير الإنشاء نفس المسئوليات ويكمل نفس العمليات في كل قطاع. ولكن ما يفرق بين مدير التشييد في قطاع لآخر هو مدى معرفته وخبرته في البناء. ويمكن أن يشمل هذا أنواع مختلفة من المعدات والمواد والمقاولين ومقاولي الباطن، وربما المواقع أيضاً.
يتم تعيين المقاول لمشروع البناء مرة واحدة بعد اكتمال التصميم أو أثناء إعداده من قبل المهندس المعماري. ويتم ذلك من خلال الذهاب من خلال عملية تقديم العطاءات مع مختلف المقاولين. فيتم تحديد المقاول باستخدام واحدة من الطرق الثلاثة: اختيار أقل سعر، اختيار الأفضل قيمة، أو الاختيار القائم على مؤهلات.
مدير الإنشاء يجب أن يكون لديه القدرة على التعامل مع الأمن العام بالموقع، وإدارة الوقت، اتخاذ القرار، والرياضيات، والموارد البشرية.

## وظائف إدارة التشييد
- تحديد أهداف المشروع بدقة وتجهيز الخطط اللازمة للتنفيذ والتي تشمل تحدي نطاق المشروع والجدول الزمني اللازم لتنفيذه وميزانية المشروع المقدرة
- زيادة كفاءة استغلال الموارد (عمالة - مواد - معدات)
- التنسيق والتحكم في جميع العمليات اثناء تنفيذ المشروع
- إدارة التواصل بين أطراف المشروع والمشاركين فيه لحل المشاكل والتضاربات [2]

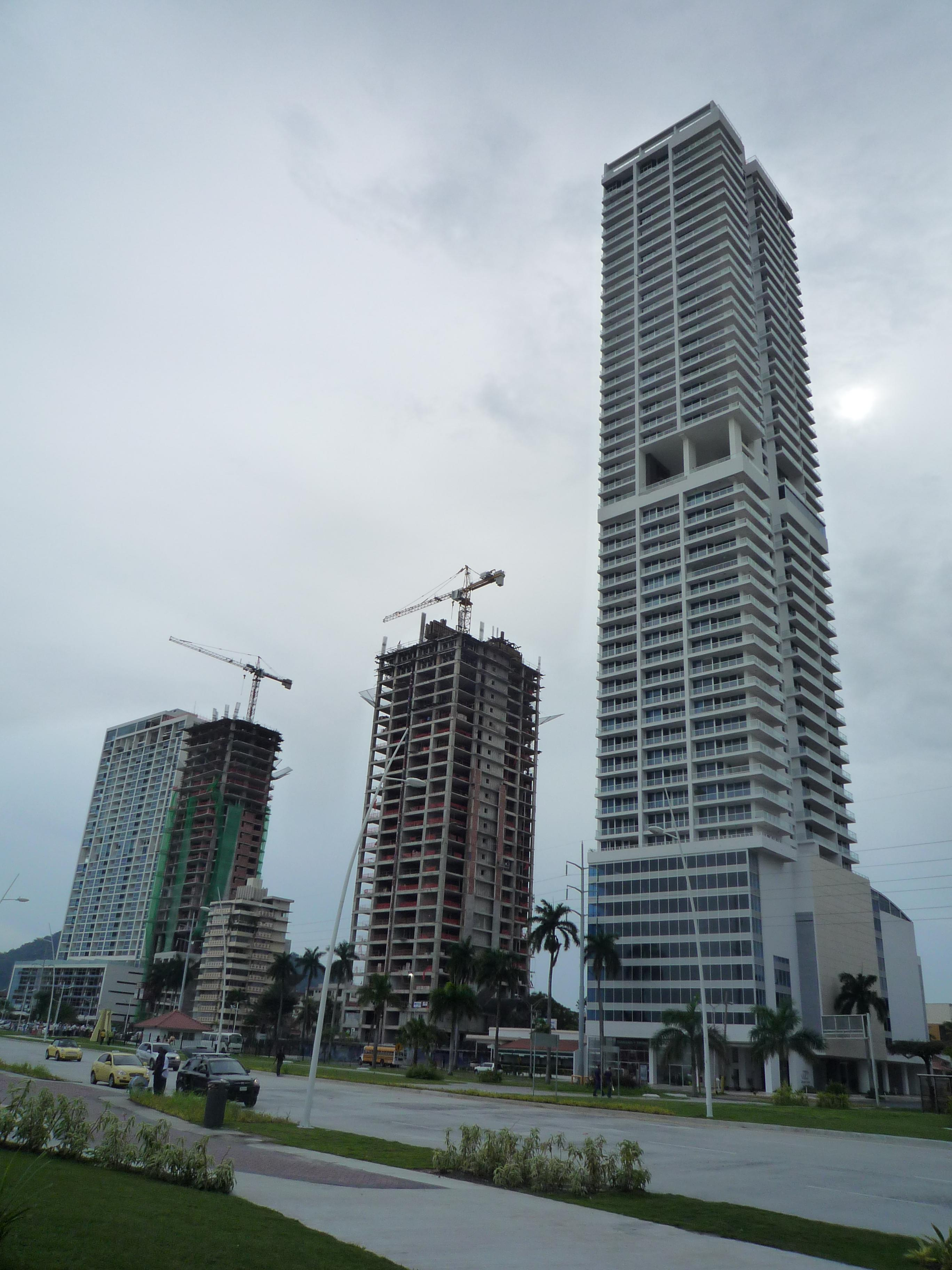
ناطحة سحاب تحت الإنشاء في مدينة بنما

## أنواع مشاريع التشييد
- منشآت زراعية: هي منشآت مباني اقتصادية يتم انشاؤها من اجل الاهداف الزراعية مثل صوامع الغلال، حظائر تربية المواشي، خزانات المياه، وشبكات الري

- مباني سكنية: هي منشآت للسكن مثل البيوت والفيلل والشقق داخل العمارات السكنية، والمباني المنخفضة الأرتفاع
- مباني تجارية: هي مباني تستخدم في الأعمال مثل المكاتب، مراكز التسوق، البنوك، المخازن، كما تدخل في التصنيف المنتجعات السياحية وناطحات السحاب
- مباني تعليمية: ويدخل في التصنيف المدارس والجامعات والمستشفيات التعليمية ومعاهد الأبحاث المختلفة والمباني الحكومية المختلفة كمراكز الشرطة والدفاع المدني والمكتبات والمتاحف الأثرية والمنشآت الرياضية
- منشآت صناعية: وتشمل المصانع وخطوط الإنتاج وخطوط نقل البترول والغاز ومصافي البترول ومنصات الحفر العائمة ومحطات توليد الطاقة الكهربائية والمفاعلات النووية وأرصفة المواني البحرية
- منشآت هندسة مدنية ضخمة: وتشمل جميع أعمال البنية التحتية من طرق وكباري وأنفاق وخطوط نقل سكك حديدية وخطوط المترو والمونوريل والمطارات والخزانات الضخمة والسدود
- منشآت الهندسة البيئية: وتشمل محطات تنقية مياه الشرب ومحطات معالجة الصرف الصحي مشاريع تصريف المطر ومشاريع الحماية من السيول

## مراحل المشروع

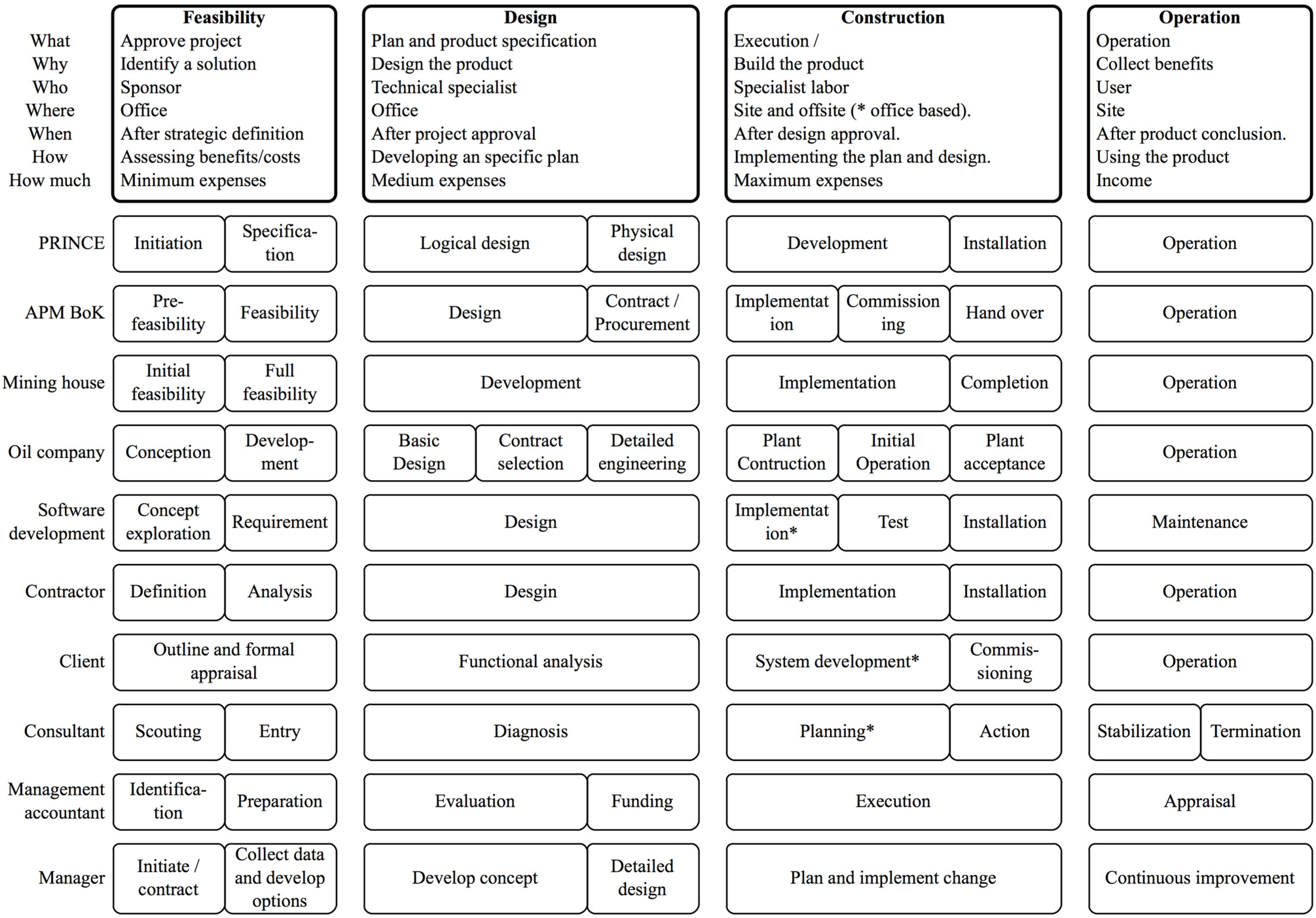
المراحل الرئيسية التي يمر بها مشروع التشييد

يمر مشروع التشييد ب 5 مراحل رئيسية وهي مرحلة الجدوى ثم مرحلة التصميم ثم مرحلة ما قبل التشييد ثم مرحلة التشييد ثم مرحلة التشغيل والصيانة 

### مرحلتي دراسة الجدوى والتصميم
في مرحلتي دراسة الجدوى والتصميم يتم عمل برنامج زمني وعمل دراسة جدوى للمشروع ثم عمل تصميم مبدئي ثم تطوير التصميم ثم إخراج مستندات التعاقد 
- تطوير الفكرة والبرنامج الزمني الرئيسي للمشروع وتقرير دراسة الجدوى:

يتم تحديد الاحتياج للمشروع وأهدافه والغرض من إنشائه، ثم يتم اتخاذ قرار لتحديد حجم المبنى وعدد الفراغات فيه (عدد الغرف وغيرها من الفراغات) وتحديد اطار زمني عام لتنفيذ المشروع واصدار دراسة جدوى للمشروع لتتيح للمالك اتخاذ القرار بالاستمرار في المشروع أو التوقف
- التصميم المبدئي:

يتم عمل تصميم أولي مبدئي (سكتش) لتحديد مساحات المبنى وشكله الخارجي وتحديد أنواع مواد التشطيب التي ستستخدم وكذلك تحديد ألوان المبنى خارجيا وداخليا وتصميم الادوار المتكررة وتصميم الفغراغات الخارجية والديكورات الخارجية والتشجير 
- تطوير التصميم DD :

في هذه المرحلة التالية يتم تحديد المواد والاجهزة التي ستستخدم في المبنى ويتم حساب تكلفة المبنى، ويتم عمل التصميمات الانشائية ثم الالكتروميكانيكية (كهرباء - تكييف - صحي - مقاومة حريق - مصاعد...) ويتم تحديد كود التصميم المستخدم للمشروع
- مستندات التعاقد:

وهنا يتم إخراج مستندات المشروع النهائية لطرح المشروع للتنفيذ، وهذه المستندات تشمل الرسومات النهائية والمواصفات العامة والخاصة ونموذج عقد المشروع والشروط العامة والخاصة
والتي تسهل للمقاولين دراسة المشروع بشكل وافي لتقديم عروضهم الفنية والمالية لتنفيذ المشروع 

### مرحلة ما قبل التشييد
وهي المرحلة التي يتم فيها تسليم موقع المشروع للمقاول وتجهيز مكاتب للمهندسين (إستشاري - مقاول) ودورات المياة، كما يتم أيضاً تجهيز مخازن للمواد المعدات التي سوف يتم إستخدامهما لتنفيذ المشروع.
كما تدخل في هذه المرحلة أعمال نظافة وتسوية أرض المشروع وعمل كل الإختبارات المطلوبة للتربة (قوة تحمل التربة، دراسة نسبة الأملاح، عمق المياة الجوفية...ألخ) وتوصيل إمدادات المياة والكهرباء للمشروع ومن ثم التخطيط وأعمال الحفريات كآخر عملية في هذة المرحلة. 

## برامج الحاسوب المستخدمة
تتواجد في صناعة التشييد العديد من البرامج التجارية التي تساعد مدير المشروع والمالك والمقاول في إدارة مشروع التشييد نظرا للحجم الهائل من المستندات والعمليات الادارية التي تتم خلال مراحل المشروع المختلفة، ومن أشهر البرامج البريمافيرا وبرنامج بروكور